# 隱面龍屬

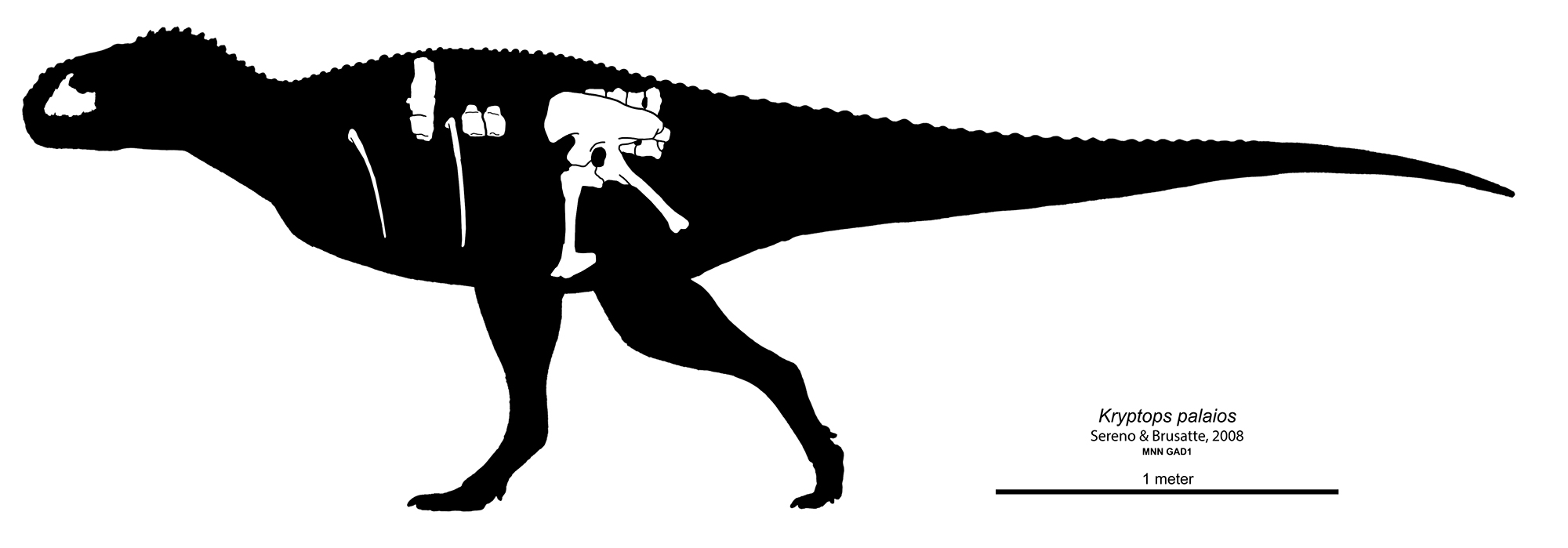
隱面龍正模標本的骨骼重建圖

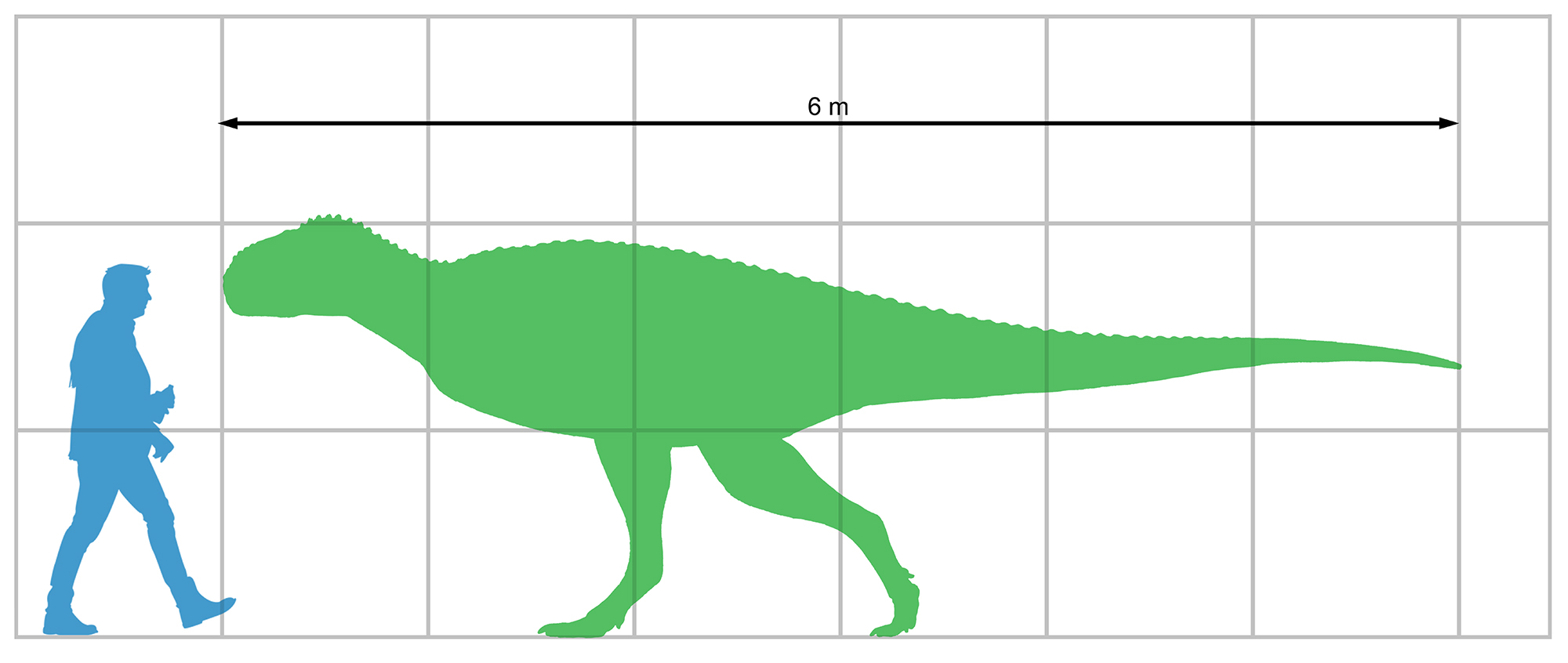
隱面龍與人類的體型比較

隱面龍屬又譯隱臉龍，屬於獸腳亞目阿貝力龍科，生存於白堊紀早期。化石包含部分頭骨、部分骨骼，發現於尼日的Gadoufaoua，屬於Elrhaz組，地質年代為阿普第階到阿爾比階。隱面龍是在2008年由保羅·塞里諾（Paul Sereno）與史蒂芬·布魯薩特（Stephen L. Brusatte）所命名，模式種是古隱面龍（K. palaios），屬名意指其緊靠頭骨的臉頰，種名在希臘文中意為「古老的」，是指其生存年代早於大部分的阿貝力龍類恐龍。
隱面龍的正模標本（編號MNN GAD1）包含：一個上頜骨、脊椎、肋骨、天然狀態的骨盆、薦骨，屬於一個成年個體，身長約6到7公尺。隱面龍是已知最早的阿貝力龍科之一，上頜骨的表面明顯地凹凸不平，其上的凹處與血管痕跡，顯示其臉頰緊靠者頭骨，可能臉覆蓋者角質。賽里諾與布魯薩特提出一個親緣分支分類法研究，指出隱面龍是最基礎的阿貝力龍科恐龍。賽里諾等人的根據是上頜骨表面有血管溝痕、眶前窩狹窄。在2012年，一些科學家提出隱面龍的化石是個嵌合體，骨盆與薦骨來自於某種鯊齒龍科，可能屬於始鯊齒龍；這些化石的發現地點與隱面龍的正模標本相差約15公尺。